# Éric Lhoste
Pour les articles homonymes, voir Lhoste.
Eric Lhoste est un footballeur professionnel français, né le 5 octobre 1951 à Cherbourg (Manche).

## Biographie
Issu de Périers, cet attaquant découvre le haut niveau au FC Rouen, où il débute en Division 2 à 19 ans. 
Après un passage au Havre AC, il se révèle véritablement au Stade Malherbe caennais, pour lequel il marque en deux saisons 20 buts en D3 puis seize buts en D2. 
Il est alors recruté par les voisins du Stade lavallois, tout juste promus en première division du championnat de France. Il n'y marque que trois buts en une vingtaine de matchs, ce qui conduit à son départ au Paris FC puis à son retour à Caen, en D3, où il ne trouve plus le chemin des filets.

## Carrière de joueur
- 1970-1973 : FC Rouen (Division 2 : 30 matchs, 11 buts)
- 1973-1974 : Le Havre AC (Division 3)
- 1974-1975 : SM Caen (Division 3 : 29 matchs, 20 buts)
- 1975-1976 : SM Caen (Division 2 : 32 matchs, 16 buts)
- 1976-septembre 1977 : Stade lavallois (Division 1, 24 matchs, 3 buts)
- septembre 1977-1978 : Paris FC (Division 2)
- 1978-1979 : SM Caen (Division 3)
- 1980-1981 : CS Alençon[5]